# Zhizhi
Zhizhi (chinois : 郅支 ; pinyin : zhìzhī ; turc : Çiçi Yabgu), parfois transcrit Tche-tche, mort en 36 av. J.-C.) était un chanyu des Xiongnu mais aussi l'un des premiers Khan qui régna de 55 à 36 av. J.-C. Son nom de naissance est Luanti Hutuwusi (攣鞮呼屠吾斯).
En 56 av. J.-C., il entra en rébellion contre son frère Hu Hanxie (le chanyu légitime) et les trois autres chanyu usurpateurs. En 54 av. J.-C., il conquit presque toute la Mongolie. Cependant, Hu Hanxie s'allia aux Chinois et repoussa les troupes de Zhizhi, qui fuirent vers le territoire des Kangju. Il aida ce peuple à effectuer des raids contre les Wusun. Il fonda alors une forteresse avec l'aide des Kangju près de l'actuelle Taraz. Il y établit son propre État, le Zhizhi ou royaume xiongnu occidental. En 42 av. J.-C., il exécuta un émissaire chinois, Gu Ji envoyé à sa cour. En 36 av. J.-C., Chen Tang (en) lança une attaque, sans avoir l'accord de l'empereur chinois Han Yuandi, contre Zhizhi, qui fut tué en défendant sa forteresse.